# الأوراس (منطقة)
الأوراسِ أو منطقةُ الأوراسِ (باللغات الأمازيغية: ⴰⵓⵔⴻⵙ ، أَوْرَاس) هي منطقة طبيعية تقع في المنطقة الجبلية لسلسلة الأوراس في شرق الجزائر. وتضم المنطقة ولايات باتنة وتبسة وخنشلة وأم البواقي وسوق أهراس وبسكرة الجزائرية.
تتميز منطقة الأوراس بتضاريسها الجبلية وبالمجموعة العرقية الأمازيغية الشاوية التي سكنت المنطقة تاريخياً. إن التضاريس الوعرة لجبال الأوراس جعلت المنطقة واحدة من المناطق الأقل تطورا في المنطقة المغاربية

## تأصيل
اسم "الأوراس" له جذور أمازيغية، حيث يُشتق من الجذر الأمازيغي " أوراسن" (بالتيفيناغ: ⴰⵡⵔⴰⵙⴻⵏ) ، الذي يُشير إلى "الأرض المرتفعة" أو "الجبال". المنطقة، التي تُعد جزءًا من التراث الأمازيغي، اكتسبت تسميتها من تضاريسها الجبلية التي كانت رمزًا للشموخ والمقاومة على مر التاريخ.

## التاريخ
يبدأ المؤرخون تدوين تاريخ الأوراس من مطلع القرن السادس الميلادي، مع نشأة "مملكة الأوراس" في عهد "ماستيوس" حامل لقب الإمبراطور، خلال فترة حكمه بداية من 516 م، ثم جاءت فترة حكم الملك "بيداس" بين 530 و546 م، والذي خاض حربا مع الحاميات البيزنطية.
ولا يعرف من حكم مملكة الأوراس بعده، حتى ظهور الكاهنة "ديهيا" في قبيلة جِراوة الزناتيَة، نهاية القرن السابع الميلادي، بعد مقتل ملك ألطافا "أكسيل" (كسيلة) عام 690 م.
تعتبر "ديهيا" آخر حاكمة للأمازيغ، بعد مبايعتها من قبائل الأوراس، ارتفع صيتها بسبب الشدة التي واجهت بها جيوش الفتح الإسلامي للمغرب (أو الغزو العربي للمغرب في بعض المصادر القومية) بقيادة حسَان بن النعمان، قبل أن تُهزم على يده سنة 78 هـ، في معركة أخيرة. وبعد مقتلها خضع أمازيغ الأوراس للفاتحين، وأعلن 12 ألفا منهم إسلامهم.
مع بداية الغزو الفرنسي للجزائر، سنة 1830، انتعشت المقاومة الشعبية المسلحة في مختلف مناطق البلاد، وكانت منطقة الأوراس من بين أهم حاضنات المقاومة وقلاعها الجبلية.
قاد الشيخ محند الصالح بن عبد الرحمن، زعيم الطريقة الرحمانية في المنطقة، سنة 1879، مقاومة شعبية ضد الفرنسيين، عرفت بـ "ثورة الأوراس".
بدأت المقاومة، بالهجوم على المتعاونين الجزائريين مع الإدارة الفرنسية، الذين يُطلق عليهم اسم "القياد" (جمع قائد) فلجأ الجيش الفرنسي إلى انتهاج القتل وسياسة "الأرض المحروقة" وتمكن من اعتقال العديد من المقاومين، مما دفعهم إلى الهجرة نحو تونس.
في يونيو/حزيران 1880، حوكم محند صالح بن عبد الرحمان ورفاقه، في محكمة عسكرية بمنطقة سطيف شرق الجزائر، بعدما سلمتهم السلطات التونسية آنذاك للفرنسيين، وصدر الحكم بإعدامه، ونفي العشرات من أتباعه، وتم ترحيل عائلاتهم إلى الصحراء.

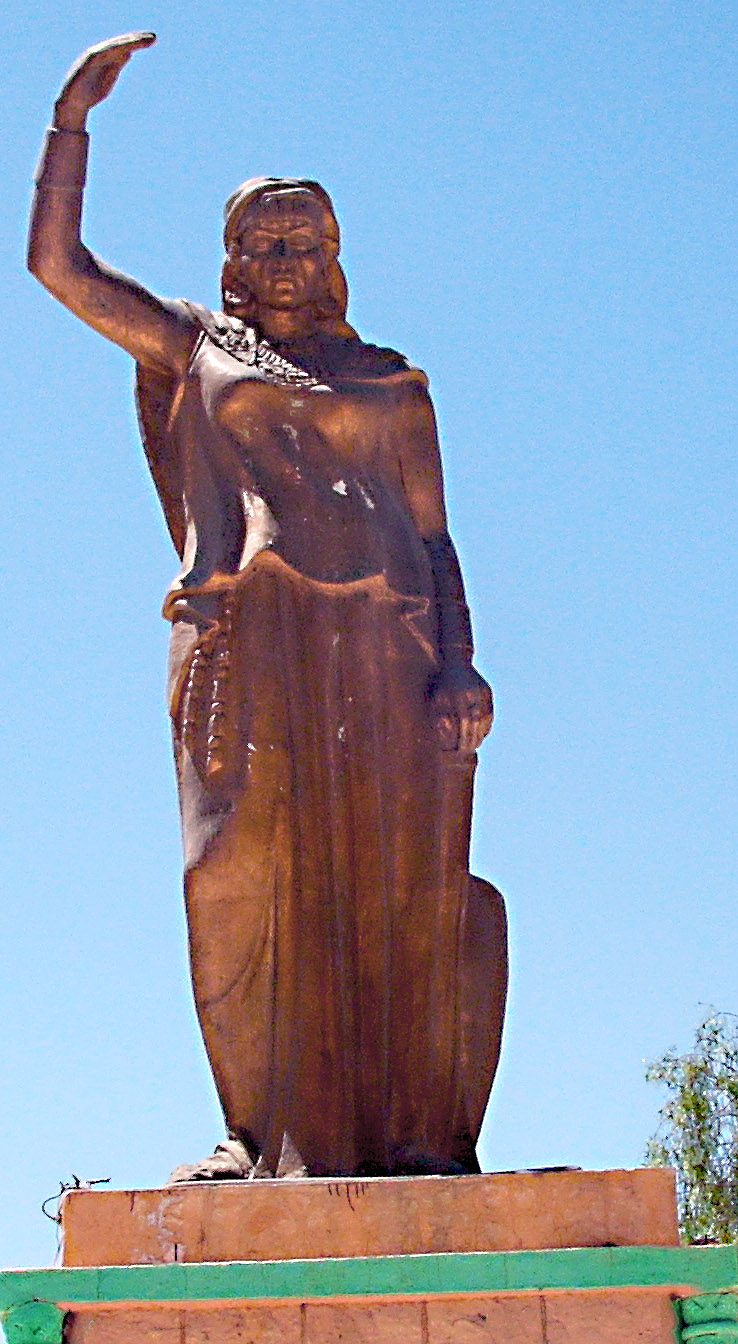
تمثالٌ للملكة ديهيا (الكاهنة) في مدينة خنشلة بالجزائر.

في منطقة الأوراس بدأت حرب الاستقلال الجزائرية من قبل مقاتلي الاستقلال مثل مصطفى بن بولعيد ، الذي جعل من المنطقة. إحدى مناطق الجزائر التي كانت موجودة أثناء وبعد حرب الاستقلال، من 1962 إلى 1974، سُميت على اسم هذه المنطقة.